# Navghan Kuvo

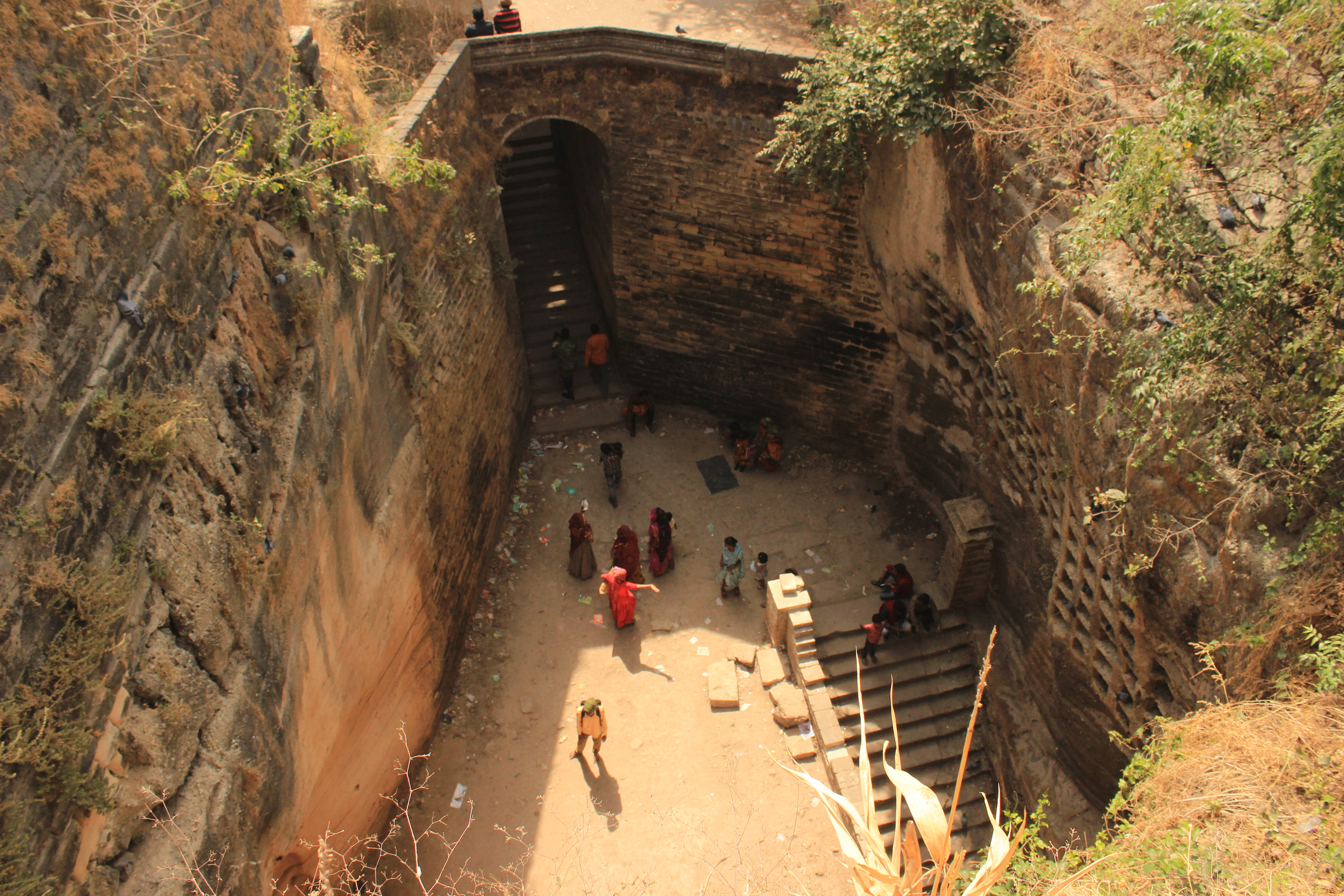
Navghan Kuvo – Vorhof

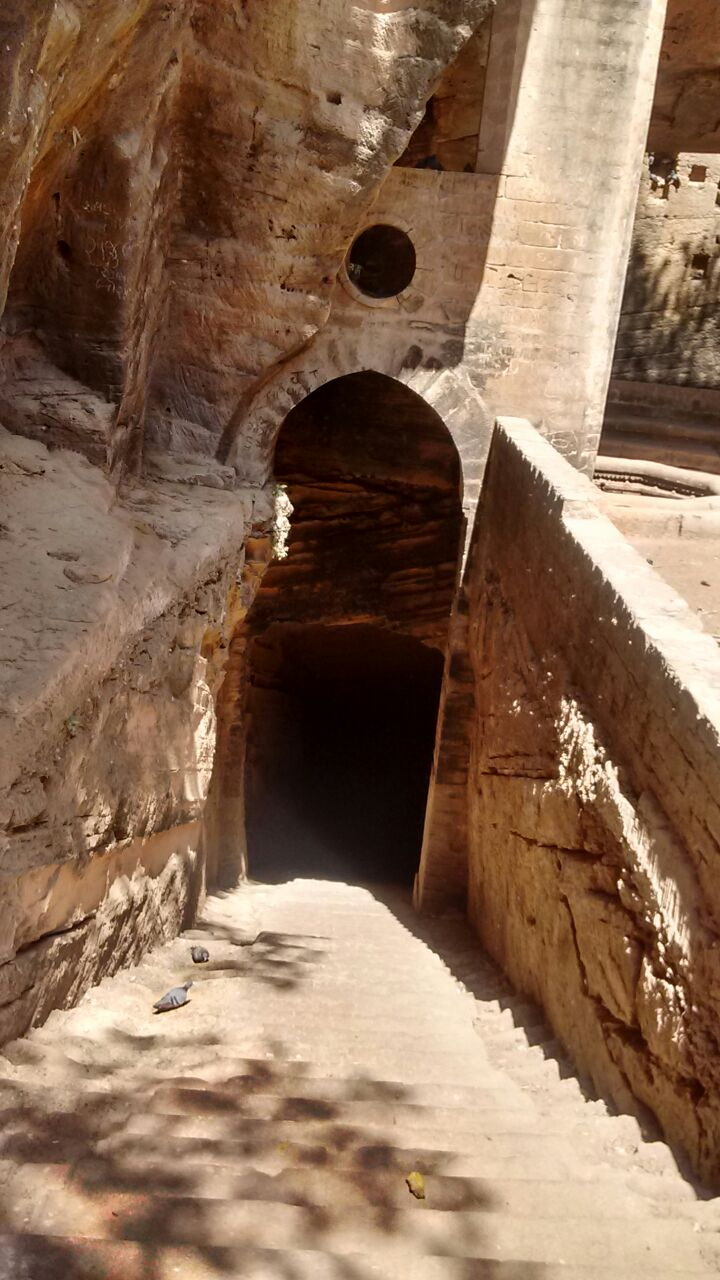
Navghan Kuvo – Treppe zum Brunnen

Der Navghan Kuvo ist ein Stufenbrunnen bei der Stadt Junagadh im indischen Bundesstaat Gujarat. Der Brunnen ist nach Navaghana, einem Chudasama-Herrscher des 11. Jahrhunderts und Erbauer bzw. Erneuerer des Uparkot Forts, benannt.

## Lage
Der Brunnen liegt etwa 1 km östlich der Innenstadt von Junagadh zu Füßen des Mount Girnar im Bereich des Uparkot-Forts. Der Stufenbrunnen Adi Kadi Vav und das Uparkot-Höhlenkloster befinden sich ganz in der Nähe.

## Geschichte
Der Brunnen wird manchmal in das 2.–7. Jahrhundert datiert, manchmal aber auch ins 11./12. Jahrhundert; beides könnte zutreffen, denn spätere Umbauten sind im heutigen deutlich Zustand erkennbar. Er war noch bis in die erste Hälfte des 20. Jahrhunderts in Gebrauch.

## Architektur
Der Brunnen ist in großen Teilen von Hand in den felsigen Untergrund hinein getrieben. Die oberen Teile und vor allem die Wände des Vorhofs sind teilweise gemauert.